# Síndrome de Lowe
El síndrome de Lowe és un trastorn recessiu rar vinculat a l'herència lligada al sexe caracteritzat per cataractes congènites, hipotonia, discapacitat intel·lectual, acidosi tubular proximal, aminoacidúria i proteinúria amb un baix pes molecular. Es pot considerar una causa de la síndrome de Fanconi (bicarbonaturia, acidosi tubular renal, pèrdua de potassi i pèrdua de sodi).

## Símptomes
Com que és una malaltia recessiva relacionada amb X, la malaltia es desenvolupa principalment en homes i de manera molt rara en dones, mentre que les dones són portadores de la malaltia; té una prevalença aproximada d'1 de cada 500.000 persones. Els nens amb síndrome de Lowe neixen amb cataractes als dos ulls; el glaucoma és present en aproximadament la meitat dels individus amb síndrome de Lowe, encara que normalment no es manifesta al néixer. Tot i que no estan presents al naixement, es produeixen problemes renals en molts nois afectats amb aproximadament un any. La patologia renal es caracteritza per una pèrdua anormal de certes substàncies en l'orina, inclosos bicarbonats, sodi, potassi, aminoàcids, àcids orgànics, albúmina, calci i L-carnitina. Aquest problema es coneix com a disfunció tubular renal de tipus Fanconi.

## Genètica
Aquest síndrome és causat per mutacions en el gen OCRL que codifica un inositol polifosfat-5-fosfatasa. Almenys un mecanisme mitjançant el qual aquestes mutacions provoquen aquesta síndrome és la pèrdua del seu domini de connexió Rab.
Aquesta proteïna està associada als cilis primaris de les cèl·lules epitelials del pigment retinal, els fibroblasts i les cèl·lules tubulars dels ronyons. Això suggereix que aquesta síndrome es deu a una disfunció dels cilis en aquestes cèl·lules. Aproximadament 120 mutacions estan associades a aquesta condició i al gen OCRL, que està associat a la síndrome oculocerebrorenal

## Diagnòstic
El diagnòstic de la síndrome oculocerebrorenal es pot fer mitjançant proves genètiques Entre les diferents investigacions que es poden fer hi ha anàlisi d'orina, resonància magnètica i anàlisi de sang.

## Tractament
En termes de tractament les persones afectades per aquesta malaltia inclou el control del glaucoma (via medicament), alimentació de tubs nasogàstrics, fisioteràpia, clomipramina i citrat de potassi.

## Història
Va ser descrit per primera vegada el 1952 pel pediatre nord-americà Charles Upton Lowe (24 d'agost de 1921 - 9 de febrer de 2012) i companys de l'Hospital General de Massachusetts de Boston. A causa dels tres principals sistemes d'òrgans implicats (ulls, cervell i ronyó), es coneix com a síndrome oculocerebrorenal.

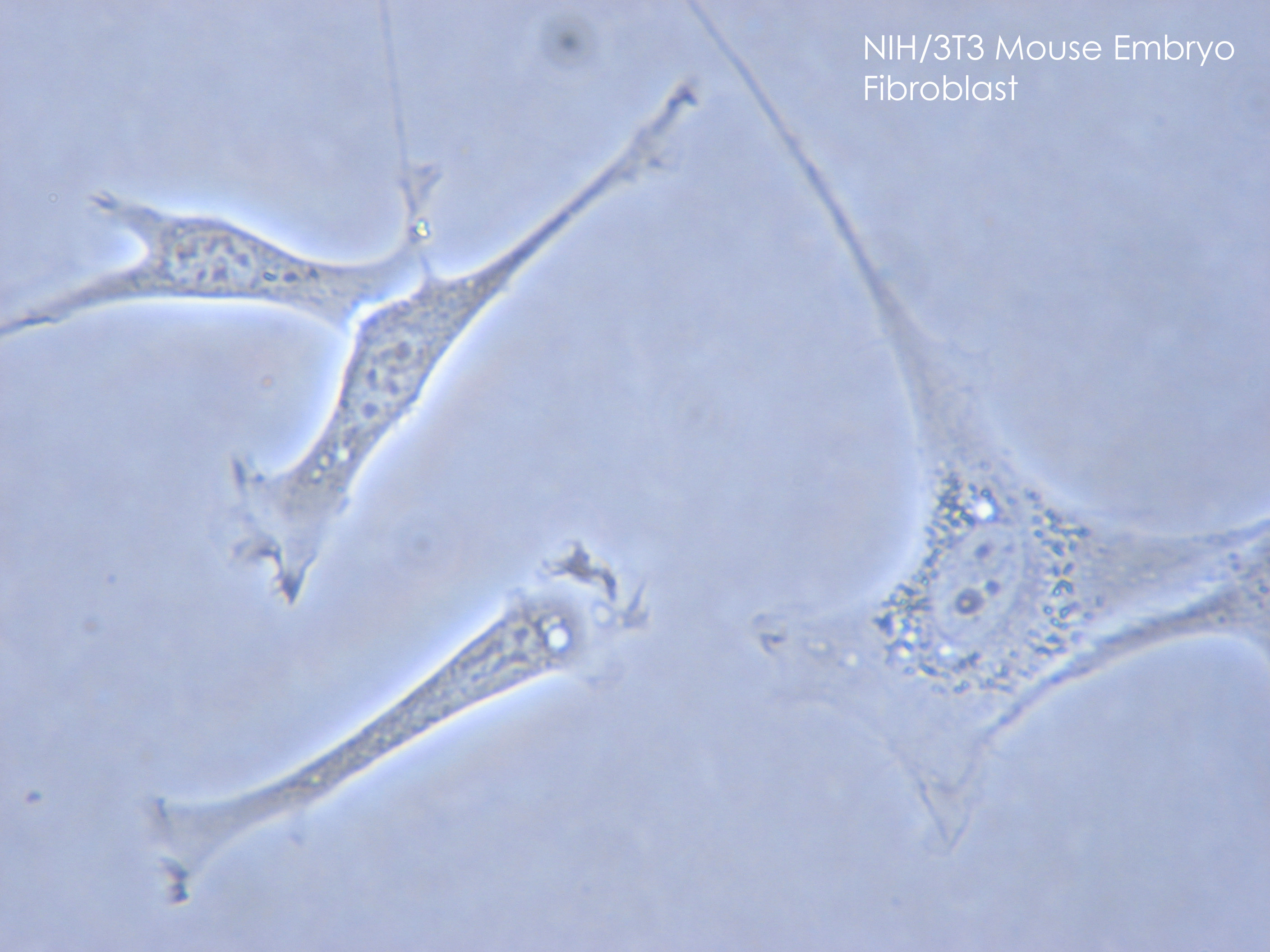
Fibroblast